# Aʻa (île)
18° 44′ 31″ S, 174° 02′ 49″ O
Ne pas confondre avec A'a, divinité polynésienne de l'île de Rurutu.
Aʻa est une île des Tonga située dans le groupe d'îles de Vavaʻu. Elle est entourée par les îles Kapa à l'est, Nuku au sud, ʻOto à l'ouest et Luakapa au nord.
En tongien, le nom de l'île signifie « traverser un cours d'eau à gué ». Un chemin sur l'île de Kapa près du village de Vakataumai porte le même nom.